# Monte Baldo
De Monte Baldo is een Italiaanse bergketen die ligt tussen de oostoever van het Gardameer en de rechteroever van de Adige, in de noordelijke regio's Trentino-Zuid-Tirol en Veneto.
De toppen van de Monte Baldo zijn de Altissimo (2078 m), de Pozzette (2218 m) en de Telegrafo (2200 m). De steile kalksteenhellingen bieden tot aan de oever een afwisselend gezicht met weiden, bossen, rotsen, heuvels en valleien, littekens van steenlawines, cipressen, olijfgaarden, wijngaarden en hier en daar wat huizen en een paar kleine dorpen.
De Monte Baldo kan bereikt worden met de auto vanaf Garda en met de kabelbaan die vanuit Malcesine omhoog gaat.
De bloemen die er bloeien worden met de term baldensissoort aangeduid.

## Kaas
Op de helling van de Monte Baldo bevinden zich drie kaasmakerijen die de gelijknamige kaas maken. De Monte Baldo is een kaas geproduceerd van koemelk die in halfzachte evenals halfharde vorm bestaat. De koekaas lijkt op de Monte Veronese die in Lessinia gemaakt wordt.
De verse Monte Baldo, ook wel Primo Fiore genoemd, wordt gemaakt in een malga tijdens de periode dat de koeien in het weiland staan. De melk is een mengeling van de ochtendopbrengst en de avondopbrengst van het melken en wordt voor een deel afgeroomd. Eerst moet de substantie in een doek rusten, waarna het goedje in lage, cilindrische houten vormen wordt gegoten. Hierin rijpt de kaas een paar maanden. De vormen worden regelmatig gekeerd, schoongemaakt en afgeschraapt. Als de kaas wordt doorgesneden is het binnenste gelig van kleur, behoorlijk compact qua structuur en beschikt over een groot aantal kleine gaatjes. De smaak is vooral zoet, met een zurig smaakje eraan en met een intense geur.
De gerijpte Monte Baldo (1 tot 4 jaar oud) wordt in de winter en aan het begin van het voorjaar gemaakt, als de koeien nog in de stal staan. Het stremsel dat voor de rijping in de vormen terechtkomt wordt afgeroomd en vermengd met verse melk. Deze Monte Baldo heeft een witte kern en een sterke vette smaak. De geur blijft even intens.